# ロイズ銀行糞石
ロイズ銀行糞石 (ロイズぎんこうふんせき、英語: Lloyds Bank coprolite) は、イングランドのヨークで出土した糞石。ヨーク考古学トラストの考古学者が、中世ヨルヴィークのヴァイキング入植地を発掘した際に発見した。

## 概要
1972年、ロイズ銀行ヨーク支店の建設中に発見された、長さ 20センチメートル、幅5センチメートルの、今まで出土した中では最大の化石化した人糞標本である。排出者は肉やパンを食していたとみられ、また数百もの卵が産みつけられていることから、腸内に寄生虫がいたことがわかる。1991年、糞石に保険をかけるために、ヨーク考古学トラストの従業員で糞便学者のアンドリュー・ジョーンズ博士が鑑定を行い、「これは私が今まで見た中で最も心躍る糞です・・・ある意味、王冠の宝石と同じくらいかけがえのないものです」と評価した。

## 展示
ロイズ銀行糞石は、ヨーク考古学トラストの教育機関である考古学資源センター（現DIG）に展示されている。2003年、団体客への展示の際に床に落とされたことで糞石は3つに割れてしまい、後に修復が行われた。2008年以降はヨルヴィーク・ヴァイキング・センターで展示されている。